# Удвят
Удвят или Удвятское — озеро в Усвятской волости Усвятского района Псковской области.
Площадь — 1,2 км² (120,0 га). Максимальная глубина — 5,0 м, средняя глубина — 2,0 м.
На юго-западном берегу озера расположен населённый пункт Новая Деревня, к юго-востоку — деревня Удвяты.
Проточное. Из озера с юга впадает и с севера вытекает река Удвяча — приток реки Усвяча, которая относится к бассейну Западной Двины.
Тип озера лещово-уклейный. Массовые виды рыб: лещ, щука, плотва, окунь, густера, красноперка, ерш, уклея, налим, карась, линь, язь, вьюн, щиповка; широкопалый рак (единично).
Для озера характерно: в прибрежье — луга, поля, болото, кусты; в литорали — песок, заиленный песок, глина, в центре — ил, глина.